# Liste des évêques et archevêques du Yucatán
Cette liste recense les évêques qui se sont succédé sur le siège du diocèse du Yucatán au Mexique depuis sa création le 19 novembre 1561. La liste se poursuit avec les archevêques à partir du 11 novembre 1906 lorsque le diocèse est élevé au rang d'archidiocèse métropolitain sous le nom d'archidiocèse du Yucatán.

## Évêques
- Francisco del Toral, O.F.M (19 novembre 1561 - 20 avril 1571)
- Diego de Landa, O.F.M (17 octobre 1572 - 29 avril 1579)
- Gregorio de Montalvo Olivera, O.P (15 décembre 1580 - 16 novembre 1587), nommé évêque de Cuzco
- Juan de Izquierdo, O.F.M (13 juin 1588 - 17 novembre 1602)
- Diego Vázquez de Mercado (5 novembre 1603 - 28 mars 1608), nommé évêque de Manille
- Gonzalo de Salazar, O.S.A (2 juin 1608 - 3 août 1636)
- Juan Alonso y Ocón (14 juin 1638 - 31 août 1643), nommé évêque de Cuzco
- Andrés Fernandez de Ipenza (5 octobre 1643 - 24 octobre 1643)
- Marcos de Torres y Rueda (14 novembre 1644 - 22 avril 1649)
- Domingo de Villaescusa y Ramírez de Arellano, O.S.H (2 décembre 1652 - 2 juillet 1652)
  - Sede vacante (1652-1656)
- Lorenzo Horta Rodríguez (29 mai 1656 - 13 août 1659)
- Luís de Cifuentes y Sotomayor, O.P (22 septembre 1659 - 18 mai 1676)
  - Sede vacante (1676-1680)
- Juan de Escalante Turcios y Mendoza (29 avril 1680 - 31 mai 1681)
- Juan Cano Sandoval (7 décembre 1682 - 20 février 1695)
- Antonio de Arriaga y Agüero, O.S.A (20 novembre 1697 - 24 novembre 1698)
- Pedro de los Reyes Ríos de la Madrid, O.S.B (30 mars 1700 - 6 janvier 1714)
- Juan Leandro Gómez de Parada Valdez y Mendoza (16 décembre 1715 - 6 juillet 1729), nommé évêque de Santiago de Guatemala
- Juan Ignacio de Castorena y Ursúa y Goyeneche (6 juillet 1729 - 13 juillet 1733)
- Francisco Pablo Matos Coronado (9 juillet 1734 - 2 janvier 1741), nommé évêque de Michoacán
- Mateo de Zamora y Penagos, O.F.M (6 mars 1741 - 9 août 1744)
- Francisco Tejada Díez de Velasco, O.F.M (23 août 1745 - 20 décembre 1751), nommé évêque de Guadalajara
- Ignacio Padilla Estrada, O.S.A (28 mai 1753 - 20 juillet 1760)
- Antonio Alcalde y Barriga, O.P (25 janvier 1762 - 27 janvier 1772), nommé évêque de Guadalajara
- Diego Bernardo de Peredo y Navarrete (22 juin 1772 - 21 mars 1774)
- Antonio Caballero y Góngora (11 septembre 1775 - 14 décembre 1778), nommé archevêque de Santafé de Nouvelle-Grenade
- Luis Tomás Esteban de Piña y Mazo, O.S.B (12 juillet 1779 - 22 novembre 1795)
- Pedro Agustín Estévez y Ugarte (24 juillet 1797 - 8 mai 1827)
  - Sede vacante (1827-1832)
- José María Guerra y Rodríguez Correa (17 décembre 1832 - 3 février 1863)
  - Sede vacante (1863-1868)
- Leandro Rodríguez de la Gala y Enríquez (22 juin 1868 - 15 février 1887)
- Crescencio Carrillo y Ancona (15 février 1887 - 19 mars 1897)
- José Guadalupe de Jesús de Alba y Franco, O.F.M (28 décembre 1898 - 14 décembre 1899), nommé évêque de Zacatecas
- Martín Tritschler y Córdoba (28 juillet 1900 - 11 novembre 1906), devient archevêque de Yucatán

## Archevêques
- Martín Tritschler y Córdoba (11 novembre 1906 - 20 juin 1941)
  - Sede vacante (1941-1944)
- Fernando Ruiz y Solózarno (22 janvier 1944 - 15 mai 1969)
- Manuel Castro Ruiz (20 septembre 1969 - 15 mars 1995)
- Emilio Carlos Berlie Belaunzarán (15 mars 1995 - 1 juin 2015)
- Gustavo Rodríguez Vega, depuis le 1 juin 2015

## Sources
- (en) « Archdiocese of Yucatán  : Past and Present Ordinaries », sur catholic-hierarchy.org (consulté le 15 novembre 2023)